# Анкаа
Альфа Феникса (α Phe / α Phoenicis) — ярчайшая звезда созвездия Феникса. Звезда имеет традиционное имя Анкаа, которое происходит из арабского языка العنقاء Аль-Анка’, название мифологической птицы Феникс. Средневековые арабские астрономы определяли созвездие как маленькое судно, где находился Феникс, также другое популярное имя звезды Наир Аль-заурак от النائر الزورق an-na’ir az-zawraq, ярчайшая звезда корабля.
Анкаа представляет собой оранжевую звезду спектрального класса К0, двойную с видимым блеском 2,4. Неподалёку от звезды находятся в противоположных от неё направлениях две другие яркие звезды — Ахернар и Фомальгаут. Расстояние до звезды примерно 80 световых лет.
Анкаа по свойствам похожа на многие другие видимые звёзды ночного неба (например Арктур, Альдебаран), так как является оранжевым гигантом средних размеров. По сведению астрономов, Анкаа является старой звездой, которая находится в середине короткого, но стабильного периода гелиевого горения, который длится не так долго по астрономическим меркам. Постепенно звезда сбросит свои оболочки в виде планетарной туманности и станет белым карликом.
Известно, что Анкаа имеет маленький спутник, но в настоящее время про него почти ничего не известно.

## Условия наблюдения
На территории России звезду можно наблюдать только на юге очень низко над южным горизонтом, севернее 47 параллели звезда вообще не восходит, то есть в средних и северных широтах увидеть её невозможно. Наблюдается, как и всё созвездие Феникса, осенью.